# Maria Amoretti

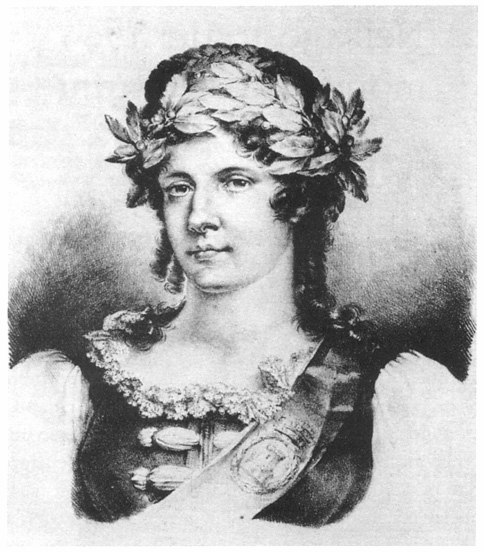
Maria Amoretti

Maria Pellegrina Amoretti (* 12. Mai 1756 in Oneglia; † 12. November 1787 ebenda) war eine namhafte italienische Juristin und die erste promovierte Frau Italiens.
Maria Amoretti war die Nichte des Kirchenrechtlers Carlo Amoretti. Mit seiner Förderung und Unterstützung konnte Amoretti Rechtswissenschaften an der Universität Pavia studieren. Mit 21 Jahren beendete Amoretti 1777 dieses Studium erfolgreich mit einer Promotion. Amoretti starb 1787 im Alter von 31 Jahren.

## Werke (Auswahl)
- De iure dotium apud Romanos liber singularis. Mailand 1788.